# Championnat des Îles Salomon de football 2013-2014
Navigation
Saison précédente Saison suivante
La saison 2013-2014 du Championnat des Îles Salomon de football est la dixième édition de la Telekom S-League, le championnat de première division aux Îles Salomon. Les neuf formations de l'élite sont regroupées au sein d'une poule unique où elles s'affrontent deux fois, à domicile et à l'extérieur. 
C'est le Solomon Warriors, tenant du titre, qui remporte à nouveau le championnat cette saison après avoir terminé en tête du classement final, avec treize points d'avance sur Kossa FC et Western United. Il s’agit du second titre de champion des Salomon de l'histoire du club.

## Les clubs participants
- Koloale FC
- Hana FC
- Kossa FC
- Western United FC
- Real Kakamora
- X-Beam FC
- Malaita Kings
- Solomon Warriors
- Marist FC

## Compétition
Le barème de points servant à établir le classement se décompose ainsi :
- Victoire : 3 points
- Match nul : 1 point
- Défaite : 0 point

### Classement final
| Rang | Équipe            | Pts | J  | G  | N | P  | Bp | Bc | Diff |
| ---- | ----------------- | --- | -- | -- | - | -- | -- | -- | ---- |
| 1    | Solomon WarriorsT | 37  | 15 | 11 | 4 | 0  | 55 | 15 | +40  |
| 2    | Kossa FC          | 24  | 15 | 8  | 2 | 5  | 39 | 26 | +13  |
| 3    | Western United FC | 24  | 15 | 7  | 3 | 5  | 30 | 28 | +2   |
| 4    | X-Beam FC         | 23  | 15 | 7  | 4 | 4  | 43 | 27 | +16  |
| 5    | Malaita Kings     | 23  | 15 | 6  | 5 | 4  | 25 | 20 | +5   |
| 6    | Koloale FC        | 20  | 15 | 5  | 5 | 5  | 25 | 26 | -1   |
| 7    | Hana FC           | 16  | 15 | 5  | 1 | 9  | 24 | 45 | -21  |
| 8    | Real Kakamora     | 8   | 15 | 2  | 2 | 11 | 12 | 42 | -30  |
|      | Marist FC         | 0   | 8  | 0  | 0 | 8  | 0  | 24 | -24  |

|  | Qualification pour la Ligue des champions de l'OFC 2013-2014 |
|  | T : Tenant du titre                                          |

- Marist FC est exclu du championnat à l'issue de la quatrième journée, pour des raisons financières. Ses huit rencontres de la phase aller sont déclarées perdues sur tapis vert sur le score de 0-3.

## Bilan de la saison
| Championnat des Îles Salomon de football 2014                             |                             |
| Champion                                                                  | Solomon Warriors (2e titre) |
| Qualifications continentales                                              |                             |
| Ligue des champions de l'OFC 2013-2014                                    | Solomon Warriors            |
| Promotions et relégations                                                 |                             |
| Promus en Telekom S-League                                                | Aucun                       |
| Relégués en Championnat des Îles Salomon de football de deuxième division | Aucun                       |